# История во кратце о болгарском народе словенском
„История во кратце о болгарском народе славенском“ (на църковнославянски: Исторiя во кратцѣ о болгарскомъ народѣ славенскомъ) е историческа книга от Спиридон Габровски, завършена през 1792 г.
За написването ѝ той използва „История славянобългарска“ на Паисий Хилендарски, Зографската история, руския превод на „Църковни и граждански деяния“ от Цезар Бароний, „Световна хроника“ от Йоан Зонара, произведения на руския писател Д. Ростовски, на Черноризец Храбър, житието на Григорий Синаит от патриарх Калист І.
Воден от родолюбиви чувства, Спиридон Габровски изтъква древния произход на българите, подвизите на техните царе. Проследява историческата съдба на народа на фона на политическата история на другите балкански народи до 1789 година. За първи път в новобългарската книжнина описва народните празници и обичаи. Историята съдържа богат фактически материал, използван свободно от отец Спиридон. Спиридон се приближава до така наречената илирийска теория, която обявява за славяни древните илири, населявали западните части на Балканския полуостров и покорени от римляните през II в. пр.н.е. Спиридон се опитва да легитимира българите („илирийците“) чрез Александър Македонски, представен изцяло в положителна светлина. След успешния поход, когато сам се установява във Вавилон, „он им дарува Македония, отечество свое [...] и даде им писмо, написано на кожанной хартии златими словами: „народ силний и непобедимий“, еще же и царскую титлу за превеликую храброст и за преславную победу“.
Според Петър Цончев първият препис от ръкописа е направен през 1819 година от друг габровец - Петко Попманафов. Произведението става известно на науката и на света през 1869 година, когато руският учен и славист Александър Хилфердинг оповестява, че е намерил оригиналния ръкопис „недалеч от Брегалница“ при едно свое пътуване в Македония. На тържествено събрание на Славянското общество в Санкт Петербург по случай 1000 години от смъртта на свети Кирил той прави съобщение за тази ценна находка.
След неговата смърт ръкописът остава притежание на Императорската публична библиотека в Санкт Петербург. През 1900 г. текстът му е издаден от Васил Златарски, а през 1992 г. Боряна Христова подготвя негово факсимиле. През 2000 г. книгата е издадена на съвременен български език с преводач Минчо Минчев.